# Eric Booker
Eric Booker (ur. 3 kwietnia 1969 w Nowym Jorku) – amerykański raper oraz rekordzista w jedzeniu na czas. Trzykrotnie zapisał się w księdze rekordów Guinnessa. 

## Zawody w jedzeniu
Booker trenował na konkursy poprzez próby poszerzania swojego żołądka oraz rozciągania mięśni żwaczowych. Spożywał spore ilości warzyw i owoców, a także pił dużo wody by rozciągnąć żołądek. Żuł także ponad 20 gum do żucia naraz w celu wzmocnienia siły szczęki. Utrzymuje, że wyścigi w jedzeniu są zdrowym sportem i odkąd zaczął uczestniczyć w tego typu zawodach zaczął tracić na wadze. Major League Eating przyznało mu dziesiątą pozycję w rankingu.
Niektóre z osiągnięć Bookera:
- 15 burrito w 8 minut[4]
- 2 funty (ok. 0,9 kg) czekoladowych batoników w 6 minut[4]
- 16,5 cannolo w 6 minut (2004 r.)[5]
- 50 miniserników w 6 minut[5]
- 49 donutów w 8 minut[4]
- 50 hamantaszy w 6 minut[4]
- 3 surowe cebule w minutę (8 sierpnia 2004 r.)[4]
- 9 i pół jednofuntowych (ok. 0,5 kg) misek groszku w 12 minut[4]
- 4⅜ placków dyniowych w 12 minut[4]

## Kariera
Poza konkursami w jedzeniu na czas Booker zajmuje się również muzyką. Jest niezależnym twórcą muzyki hip-hopowej. Wydał kilka utworów (m.in. "Hungry and Focused" czy "Extended Play") i tworzy je nadal. Wystąpił w telewizyjnych programach Wife Swap, Last Call with Carson Daly oraz Jimmy Kimmel Live!. Prowadzi swój kanał w serwisie YouTube pod pseudonimem Badlands Chugs w którym prezentuje picie różnych napojów na czas. Na obecną chwilę posiada 3,4 miliona subskrybentów.

## Życie prywatne
Booker mieszka ze swoją żoną, Reginą Booker oraz synem na Long Island.